# Nyêmo
Nyêmo (em tibetano: སྙེ་མོ་རྫོང་; em chinês simplificado: 尼 木 县) é um condado de Lassa, capital da região autônoma do Tibete. Localiza-se ao oeste da cidade. Tem uma população de 30.005 habitantes de acordo com o censo de 2003 e tem jurisdição sobre 7 municípios e 35 aldeias administrativas.